# Owen (Wisconsin)
Owen és una població dels Estats Units a l'estat de Wisconsin. Segons el cens del 2000 tenia 936 habitants.

## Demografia
Segons el cens del 2000, Owen tenia 936 habitants, 412 habitatges, i 255 famílies. La densitat de població era de 197,5 habitants per km².
Dels 412 habitatges en un 26,5% hi vivien nens de menys de 18 anys, en un 48,3% hi vivien parelles casades, en un 10,2% dones solteres, i en un 37,9% no eren unitats familiars. En el 32,3% dels habitatges hi vivien persones soles el 21,6% de les quals corresponia a persones de 65 anys o més que vivien soles. El nombre mitjà de persones vivint en cada habitatge era de 2,27 i el nombre mitjà de persones que vivien en cada família era de 2,84.
Per edats la població es repartia de la següent manera: un 23,3% tenia menys de 18 anys, un 9,1% entre 18 i 24, un 23,9% entre 25 i 44, un 20,6% de 45 a 60 i un 23,1% 65 anys o més.
L'edat mediana era de 41 anys. Per cada 100 dones de 18 o més anys hi havia 86,5 homes.
La renda mediana per habitatge era de 27.368 $ i la renda mediana per família de 37.955 $. Els homes tenien una renda mediana de 27.431 $ mentre que les dones 20.547 $. La renda per capita de la població era de 14.981 $. Aproximadament el 9,4% de les famílies i el 13,4% de la població estaven per davall del llindar de pobresa.

## Poblacions més properes
El següent diagrama mostra les poblacions més properes.